# Dubris
Dubris, také známý jako Portus Dubris a Dubrae, byl důležitý přístav v římské Británii, ležel na jihovýchodě Anglie tam, kde je v hrabství Kent přístavní město Dover.
Místo bylo osídleno už v době před římskou invazí. Přístav byl vybudován právě při ústí řeky Dour, protože je odtud nejblíž do kontinentální Evropy. Byl opevněn a hájilo ho zpočátku námořnictvo, později posádka pevnosti na mořském pobřeží. V Doveru byla jedna z hlavních základen Classis Britannica s velkým počtem vojáků. S existencí vojenských pevností souvisí výstavba majáků, o kterých se lze dokonce domnívat, že byly pod vojenskou správou. Za Římanů však přístav sloužil nejen vojsku, ale také čilému obchodu. I proto se Dubris spolu s Rutupiae se stal jedním ze začátků římské silnice zvané Watling Street.

## Gaius Iulius Caesar

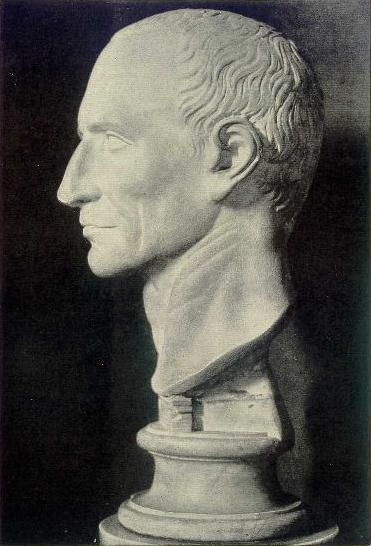
Busta Iulia Caesara, exponát Britského muzea

Gaius Iulius Caesar se na začátku invaze pokusil přistát na místě, které Volusenus vybral jako příhodné: právě v přístavu Dubris. Ale když se dostal na dohled od břehu, na bílých útesech se shromáždili Britové v plné zbroji v takovém počtu, že ho od toho úmyslu odradili. Útesy totiž sahaly tak blízko k moři, že z výšky mohly oštěpy doletět až na ty, kteří by se dole vyloďovali. Zatímco Caesar čekal na všechny ostatní lodi, svolal válečnou poradu, kde žádal, aby všichni vždy čekali na jeho rozkazy, a potom za příznivého větru a přílivu znovu vyplul a přistál zhruba o deset kilometrů dál, kde byl břeh volný a plochý.

## Římské přístavy
Úkolem římského loďstva v britských vodách bylo chránit cestu z Galie do Británie a zpět a podporovat vojska v Británii. Hlavní římský přístav byl Gesoriacum (Boulogne) v severní Francii, ale Římané měli přístavy i v Británii: Rutupiae a Dubris.

## Majáky

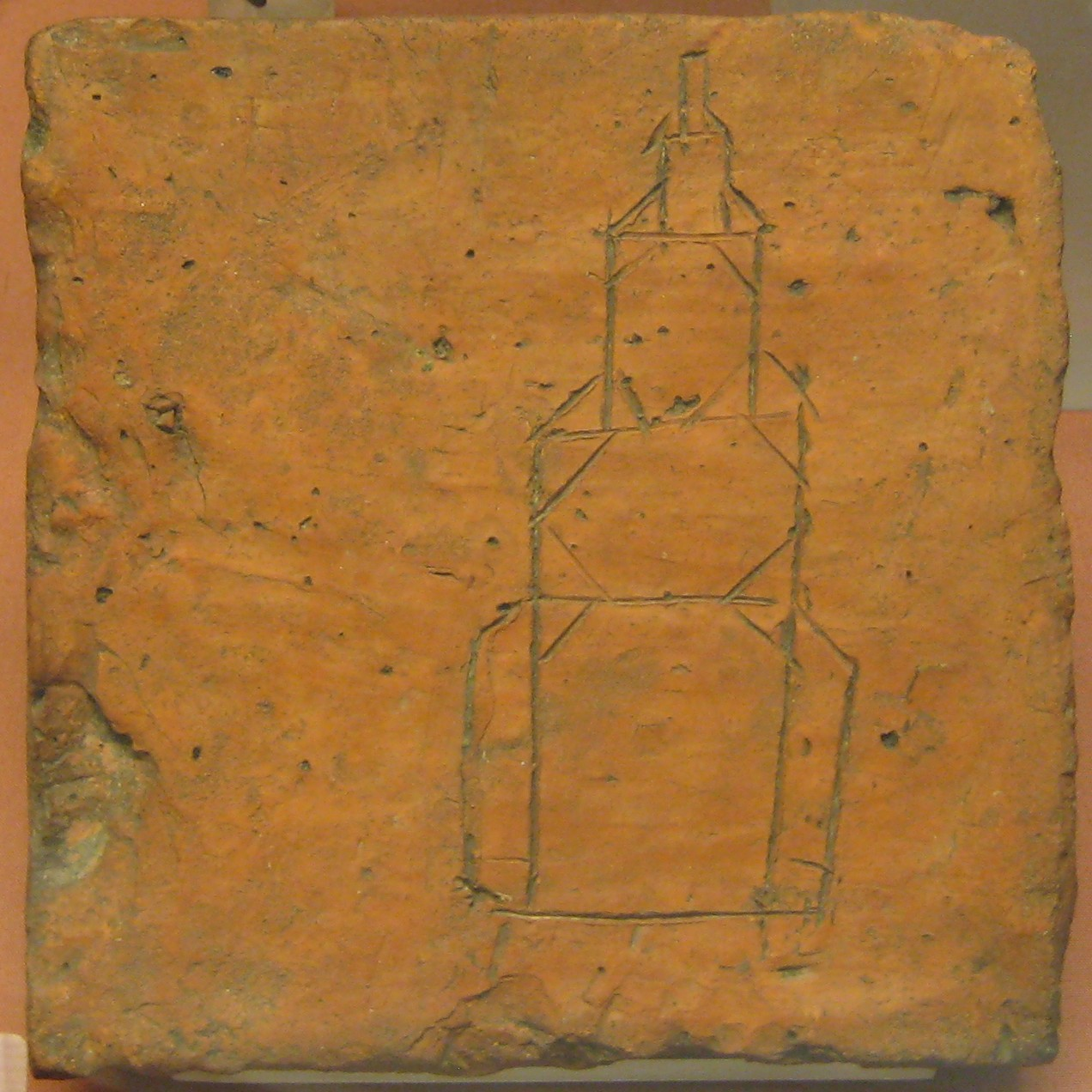
Římská dlaždice s majákem Pharos, exponát Britského muzea

Brzy po dobytí Británie byly v Doveru postaveny dva majáky, oba pojmenované Pharos. Vznikly pravděpodobně roku 50 (pouhých sedm let po dobytí provincie, za vlády císaře Claudia 41-54 n. l.), nebo roku 80, případně okolo roku 138 (pro tento letopočet mluví shoda střešních tašek s domem v Doveru s určitostí postaveném v tomto roce).
Majáky stály na dvou výšinách: Východní a Západní (Eastern Heights a Western Heights).

### Maják na Západní výšině
Ze západního majáku zbylo jen pár kamenů a je znám pod názvem Bredenstone, případně "Devil's Drop of Mortar".

### Maják na Východní výšině
Maják na Východní výšině se dochoval v podstatně lepším stavu, stojí v areálu Doverského hradu, normanské pevnosti z 12. století. Hrad je na místě příhodném pro maják, 114 metrů nad hladinou moře a za jasného dne je z něj vidět francouzské pobřeží.

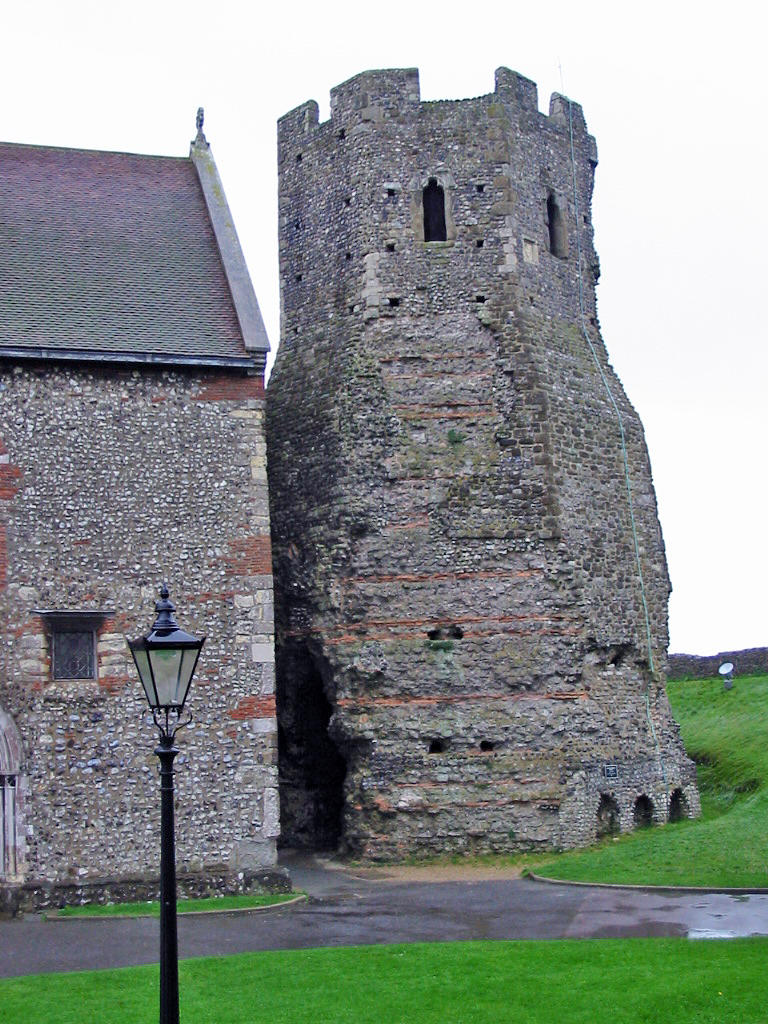
Římský maják v hradu Dover

Římané maják postavili, aby ukazoval lodím cestu do zdejšího přístavu. Je to osmiboká kamenná věž, nejvyšší římská zřícenina v Británii a jediný relativně nepoškozený římský maják vůbec. Zachovaná výška je 19 metrů, věž má tři patra a část čtvrtého; horních 6 metrů dostavěli ve středověku. Vnitřní patra byla pravděpodobně dřevěná, přístup na ně umožňovalo vnitřní schodiště nebo několik žebříků. Tloušťka stěn na úrovni terénu je 3,65 m. Směrem nahoru se věž zužuje. Vědci se domnívají, že původně měřila 24 metrů a zcela nahoře plál daleko viditelný otevřený oheň. Materiál k hoření se na věž dopravoval buď vnitřní šachtou, nebo pomocí venkovního jeřábu.

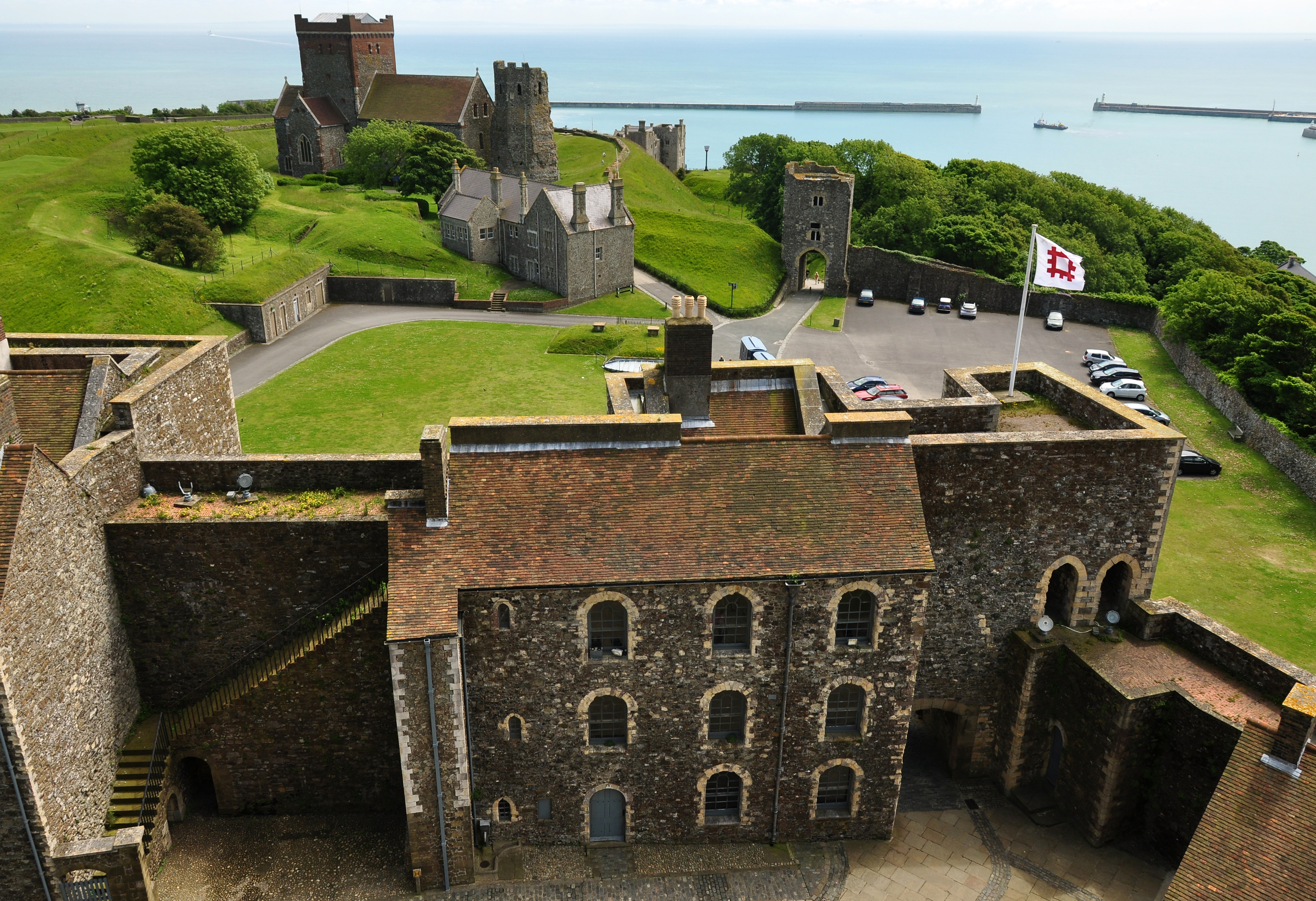
Pohled k jihu z hradu Dover, maják vzadu, napravo od kostela

Od 12. století stojí věž vedle saského kostela Panny Marie, ve středověku ji přestavěli na zvonici. V 80. letech 15. století byla restaurována a sloužila také jako sklad střelného prachu. V roce 1974 se maják stal chráněnou kulturní památkou Británie.

## Vrcholná doba

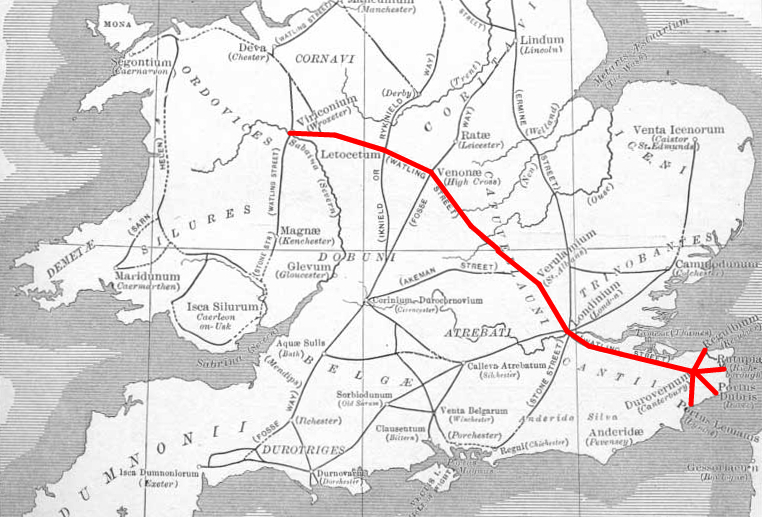
Watling Street

Portus Dubris sehrál klíčovou úlohu při invazi Římanů do Británie v roce 43 n. l.
V době rozkvětu bylo Dubris významným římským městem, střediskem obchodu, které po čase převzalo od Rutupiae pozici hlavního římského přístavu v Británii.
Odsud vedl jeden ze začátků římské silnice Watling Street, která šla přes Canterbury (Durovernum Cantiacorum) do Londýna a pokračovala dále k severozápadu.

## Římský dům s nástěnnými malbami
Při rekonstrukci nové silnice A256 v 70. letech 20. století byly objeveny zbytky římského domu a vykopávky poté zabraly dva měsíce. Archeologové odkryli budovu, která sloužila jako ubytovací zařízení pro vládní úředníky, postavenou kolem roku 200. Dům byl potom desítky let využíván a přizpůsobován účelům civilním i vojenským. Dochovaly se v něm jinak v Británii nevídané římské nástěnné malby, které pokrývají plochu 400 čtverečních metrů. Jedním z motivů je Bakchus, bůh vína a nespoutaného veselí. Nikde jinde na sever od Alp se podobné malby nevyskytují, proto bývá dům přirovnáván k domům v Pompejích. Je tam celkem pět místností, dobře zachovaných, jejichž zdi dosahují výšky 120 až 140 centimetrů.
Mimo jiné tam bylo objeveno hypokaustum neboli spodní topení (prostor pod podlahou domu nebo lázní, který sloužil k vytápění domu).

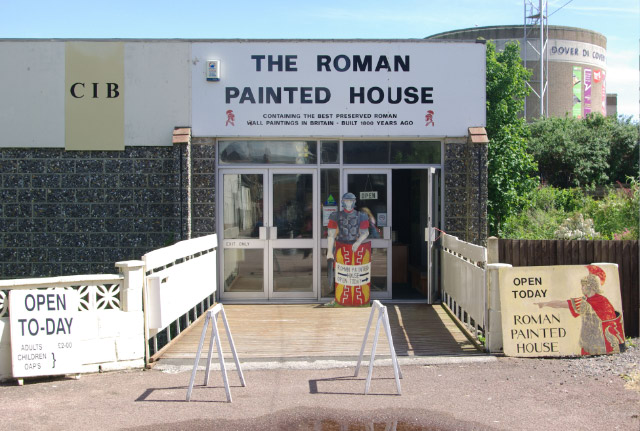
Římský dům s malbami

Dům byl zbořen v roce 270, když na tom místě stavěli saskou pobřežní pevnost. Avšak díky tomu se část zdí s malbami z tohoto domu zachovala, protože byly zabudovány do hradeb pevnosti.